# Халдєєв Михайло Іванович
Михайло Іванович Халдєєв (22 липня 1921, село Кривошеєвка, тепер Нижньоломовського району Пензенської області, Російська Федерація — 6 грудня 2016, місто Москва) — радянський комсомольський і партійний діяч, журналіст, головний редактор журналу «Партийная жизнь», заступник голови Центральної Ревізійної комісії КПРС. Член Центральної Ревізійної комісії КПРС у 1966—1990 роках.

## Життєпис
У 1939 році закінчив торгівельний технікум.
У 1939—1945 роках — у Червоній армії, учасник німецько-радянської війни. Служив зенітником під час оборони Москви в 1941 році. 
Член ВКП(б) з 1942 року.
У 1945—1950 роках — завідувач відділу, 2-й секретар, 1-й секретар Свердловського районного комітету ВЛКСМ міста Москви.
У 1948 році закінчив заочно Вищу партійну школу при ЦК ВКП(б).
У 1950—1951 роках — секретар Московського міського комітету ВЛКСМ.
У 1951—1952 роках — секретар Московського обласного комітету ВЛКСМ.
У 1952—1953 роках — 1-й секретар Московського міського комітету ВЛКСМ.
У 1953—1957 роках — 1-й секретар Московського обласного комітету ВЛКСМ.
У 1957—1959 роках — головний редактор журналу «Молодой коммунист».
У 1959—1961 роках — завідувач відділу Московського міського комітету КПРС.
У 1961—1963 роках — 1-й секретар Тімірязєвського районного комітету КПРС міста Москви.
У 1963—1964 роках — завідувач ідеологічного відділу ЦК КПРС по промисловості РРФСР.
У 1964—1966 роках — завідувач відділу пропаганди і агітації ЦК КПРС по РРФСР.
У березні 1966 — 1990 року — головний редактор журналу «Партийная жизнь».
Одночасно у березні 1976 — лютому 1986 року — заступник голови Центральної Ревізійної комісії КПРС. У березні 1986 — 1990 року — член Бюро Центральної Ревізійної комісії КПРС.
З 1990 року — персональний пенсіонер союзного значення у Москві.
Помер 6 грудня 2016 року. Похований в Москві на Кунцевському цвинтарі.

## Нагороди і звання
- орден Леніна (1977)
- орден Жовтневої Революції
- три ордени Трудового Червоного Прапора
- орден Вітчизняної війни ІІ ст.
- орден «Знак Пошани»
- медаль «За оборону Москви»
- медалі